# Граматура
Граматура (також грамаж, грамівка тощо) — маса 1 м2 виробу, виражена у грамах. Вживається щодо паперу, волокнистих виробів та інших предметів, що виробляються в аркушах.
Також поняття вживається на позначення маси харчового продукту або кулінарної страви, вираженої у грамах. У побуті іноді вислів переносять на масу будь-якого дрібного сипучого товару при фасуванні.
Усі три слова не є власне українськими. Слово «граматура» прийшло з польської, «грамаж» — з болгарської, «грамовка» — ймовірно, з російської.